# تاول تعقیبی
تاول‌های تعقیبی (به انگلیسی: Delayed blisters) نوعی از حساسیت هستند که در هفته‌ها یا ماه‌های پس از بهبودی اولیهٔ سوختگی درجهٔ دو، در محل پوست احیا و پیوند شده ایجاد می‌شود.